# Две концепции за свободата
„Две концепции за свободата“ (на английски: Two Concepts of Liberty) е встъпителна лекция, изнесена от либералния философ Исая Бърлин в Оксфордския университет на 31 октомври 1958 г.
Впоследствие е публикувана като памфлет от 57 страници в оксфордското издание Clarendon Press. Също така се появява в колекцията Бърлински книжа, озаглавена „Четири есета за свободата“ (1969) и е преиздадена още по-скоро в колекция, наименувана просто „Свобода“ (2002).
Есето, със своето аналитично доближаване към дефинирането на политическа идея, въвежда отново изучаването на политическа философия към методите на аналитичната философия. Също така то е сред първите бърлински изрази за нравствената му онтология на морален плурализъм. Бърлин определя негативната свобода, чрез термина „свобода“, използван от Томас Хобс, като отсъствие на принуда или намеса, възможните лични действия на индивида, идваща от външно обществено тяло, а също и като сравнително скорошен политически идеал, който по-късните бърлински писатели преизвестяват по времето на късния 17. век след бавното му и неясно зараждане в древните доктрини на Антифон Софистът, Сиренейското последователство и на Отан след смъртта на псевдоСмердис.
Във въведението към есето Исая Бърлин пише:
Според Отан, който не желае нито да властва, нито да бъде управляван – точно обратното на представата на Аристотел за истинска гражданска свобода... [Този идеал] остава изолиран, и до Епикур – недоразвит... идеята не се появява категорично.

## Резюме

### Позитивна свобода
Позитивната свобода може да бъде разбрана като себегосподство; включва ролята на човек в избора на това кой да управлява обществото, от което той е част. Бърлин проследява позитивната свобода от дефиницията на Аристотел за гражданството, която исторически произтича от социалната роля на свободния човек от класическа Атина: това е, разисква Бърлин, свободата в избора на управление, съгласено с гражданите и възхвалено най-добре от Перикъл. Бърлин се съгласява, че и двете концепции за свобода представляват валидни човешки идеали и че двете форми на свобода са необходими във всяко свободно и културно общество.

### Негативна свобода
| „ | Свободата в негативен смисъл включва отговора на въпроса: „Каква е областта, в която субектът – човек или група от хора – е или трябва да бъде оставена да прави или да бъде каквото е способен да бъде или да направи без намесата на други хора“. | “ |

За Бърлин негативната свобода представлява различно и понякога спорно разбиране на идеята за свобода, която трябва да бъде внимателно разграничена. Нейните по-късни защитници (като Алексис дьо Токвил, Бенжамен Констан, Монтескьо, Джон Лок, Дейвид Хюм и Джон Стюарт Мил, които приемат разбирането на Хризип за свобода на волята) твърдят, че насилието и дисциплината са били антитези на свободата и така са били (и са) по-малко предразположени към объркването на свобода с принуда в стила на рационалистите и философските предвестници на тоталитаризма. Тази идея за негативната свобода, констатира Бърлин, основава взаимно изключваща се и понякога дори противоположна идея за позитивната свобода и една често по-близка до интуитивната модерна употреба на думата.

### Критика върху позитивната свобода
Бърлин отбелязва, че исторически позитивната свобода се е доказала като особено възприемчива към риторичните критики; особено от 18 век нататък е покровителствено преописана от трето лице или комбинирана с идеята за негативна свобода и така прикриваща съществени ценностни конфликти. Бърлин се противопоставя на идеята, че под влиянието на Платон, Аристотел, Жан-Жак Русо, Имануел Кант и Георг Вилхелм Фридрих Хегел модерните политически мислители често комбинират позитивната свобода с рационално действие, основано на рационално знание, за което се спори, че е достъпно само за определен елит или социална група. Това рационалистическо комбиниране е отворено към политически критики, които не зачитат негативната свобода, когато такива интерпретации на негативната свобода през 19 век защитават национализма, патернализма, социалните машинации, историческата достоверност и колективния рационален контрол върху човешката съдба. Бърлин разисква, в този ред на мисли, че исканията за свободна парадоксално могат да се превърнат в искания за форми на колективен контрол и дисциплина – тези смятани за необходими за „себегосподството“ или „свободата на воля“ на нации, класи, демократични общества и дори човечеството като цяло. Така за Бърлин съществува избирателен афинитет между позитивната свобода, когато е риторически комбинирана с цели, наложени от трето лице на индивида, на който е втълпено, че „трябва“ рационално да желае и оправдания за политически тоталитаризъм, който обратно на ценностния плурализъм приема за дадено, че ценностите съществуват в питагорейската хармония.

### Диалектика на свободите
Бърлин не спори, че идеята за позитивна свобода трябва да бъде отхвърлена – и обратно, той я разпознава като единствената измежду много човешки ценности, така необходима за всяко свободно общество. Той критикува концепцията, че позитивната свобода е действителен и ценен вариант на свободата до толкова продължително, че да се идентифицира с автономията на индивидите, а не с постигането на целите, които те „трябва“ рационално да желаят. Бърлин също спори относно това, че тези различаващи се идеи показват на болшинството и несъвместимостта на човешки ценности, и нуждата от аналитично различаване и размяна измежду тях повече отколкото да ги комбинират.